# 생물기상학

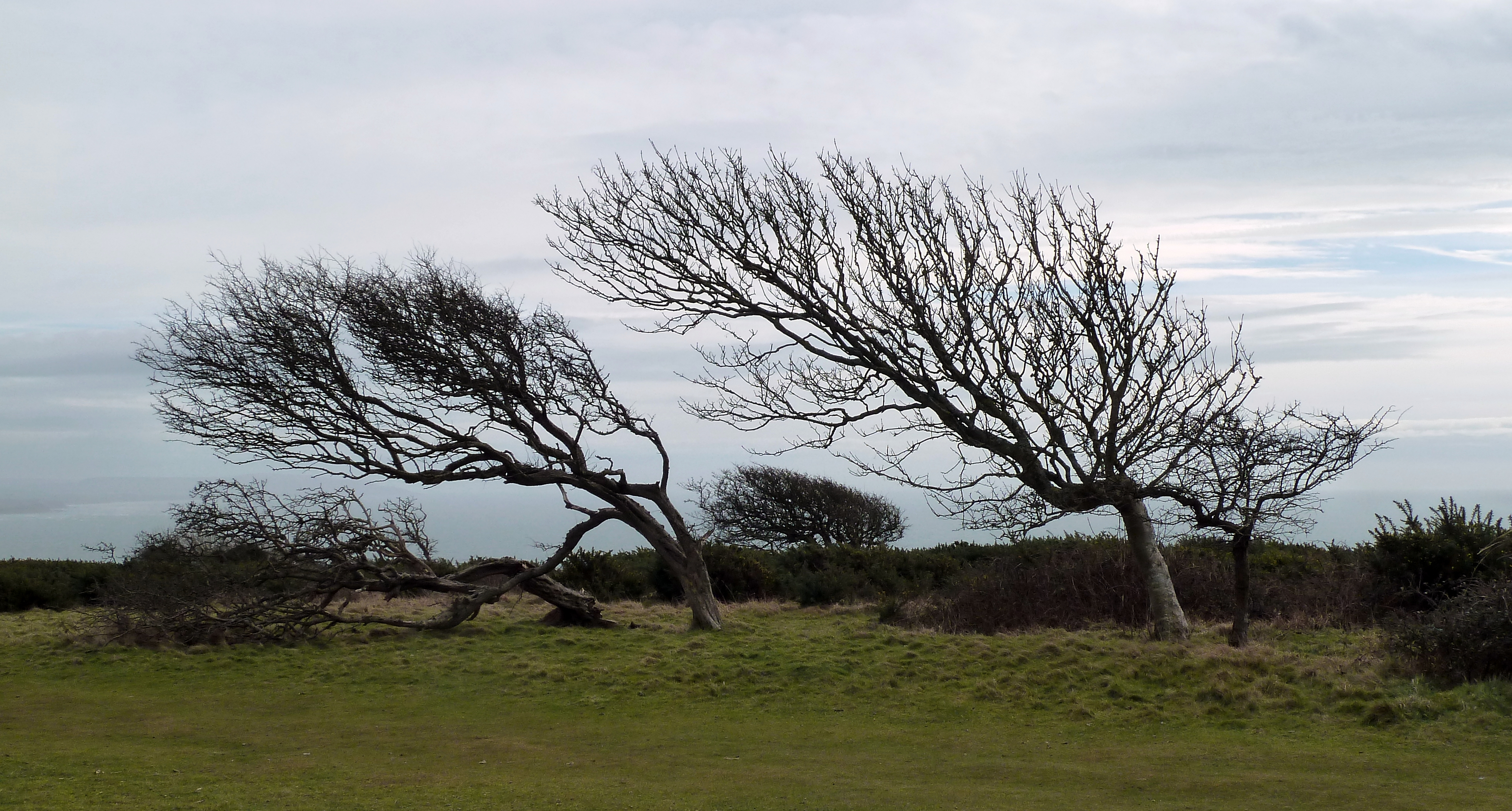

생물기상학(Biometeorology)은 계절에 따른(혹은 더 작은 단위에 따른) 생물권(生物圈)과 대기권(大氣圈)의 상호작용에 대해 연구하는 학제적 연구 분야이다.

## 같이 보기
- 가이아 이론
- 스모그